# 日本医療学院専門学校

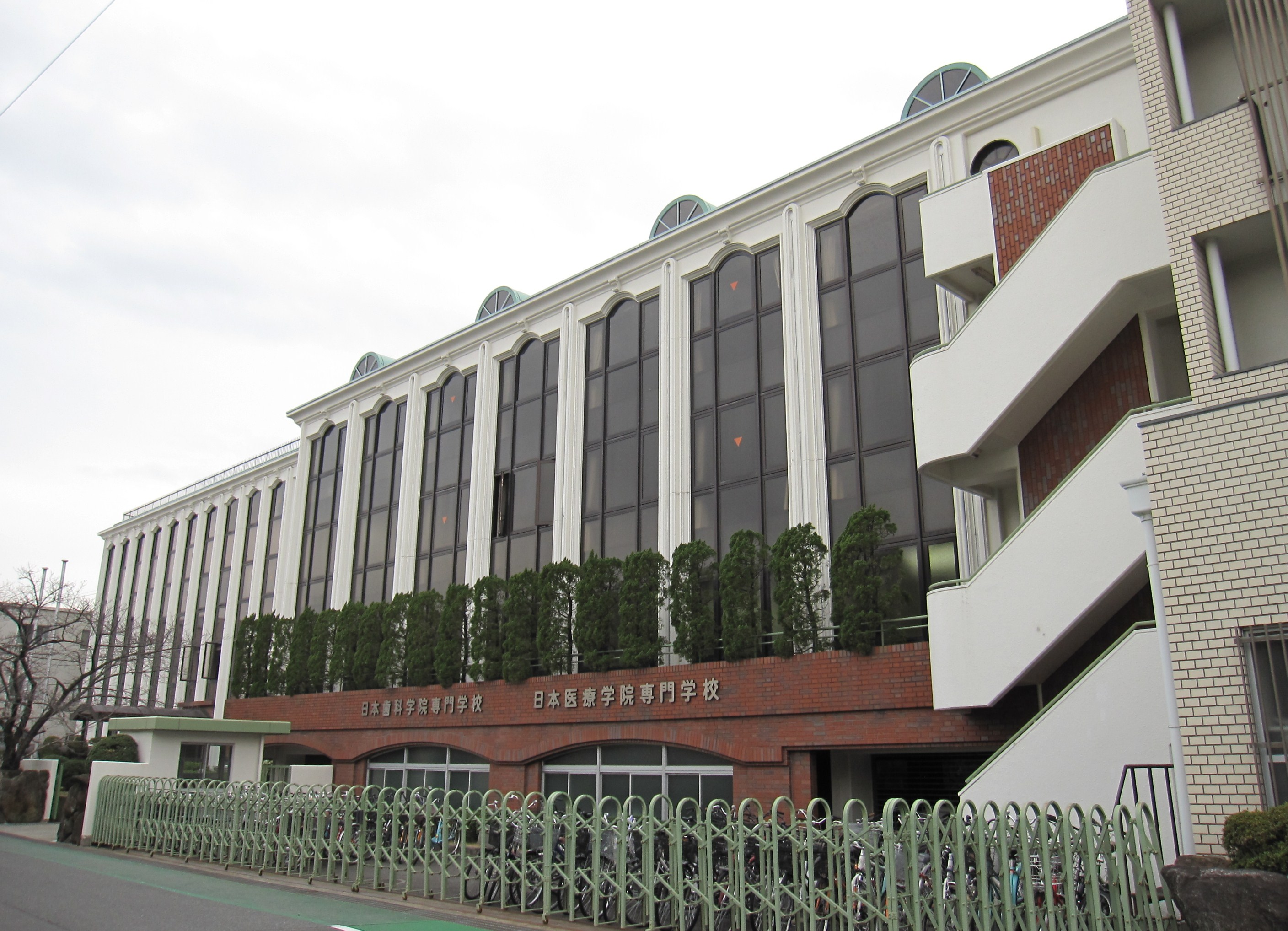
日本医療学院専門学校

日本医療学院専門学校（にほんいりょうがくいんせんもんがっこう）は、大阪府東大阪市にある私立専修学校。募集人数は約80人。

## 沿革
- 1980年 - 日本医療技術学院として開校、同年現校名に改称
- 1995年１月 専門士（医療専門課程）称号の付与認可

## 学科
- 臨床検査技師学科（3年制）募集人数　80人

## 学生総数（2014年5月現在）
学生総数　220名（男子86名／女子134名）

新入生総数　79名（定員充足率 98%）
進学ナビ

## 所在地
- 〒577-0803 大阪府東大阪市下小阪4丁目12番3号

最寄り駅は、近鉄奈良線八戸ノ里駅